# Parada de Sil
Parada de Sil är en kommun i Spanien. Den ligger i provinsen Ourense i den autonoma regionen Galicien i nordvästra delen av landet, 400 km nordväst om huvudstaden Madrid. Antalet invånare är 522 (2024). Arean är 62,43 kvadratkilometer.